# Bilkheim
Bilkheim là một xã thuộc một Verbandsgemeinde - ở huyện Westerwald trong bang Rheinland-Pfalz, Đức. Xã Bilkheim có diện tích 2,65 km².
Bilkheim có cự ly khoảng 13 km về phía đông bắc Montabaur. Xã này thuộc Verbandsgemeinde Wallmerod, một dạng xã tập thể chỉ có ở bang Rheinland-Pfalz.